# La clôture et autres poèmes
La clôture et autres poèmes es un poemario del escritor francés Georges Perec, publicado en 1980 en la colección «P.O.L.» de la editorial Hachette y que no ha sido traducido al castellano.
El libro incluye los siguientes poemas:
| Título                                            | Tipo                                                    | Orígenes |
| ------------------------------------------------- | ------------------------------------------------------- | --- |
| La clôture                                        | 17 heterogramas                                         | Auto-edición limitada de 100 copias firmadas acompañadas de 17 fotografías de Christine Lipinska. Impresiones Caniel, 1976. |
| Trompe-l'oeil                                     | Poemas «bilingües» (tienen sentido en francés e inglés) | Publicados en 1978 con fotografías de Cuchi White (París, Patrick Guérard) en una edición no venal limitada de 90 o 125 ejemplares firmados y numerados. |
| «9691, Edna D'Nilu»                               | Palíndromo de más de cinco mil palabras                 | Escrito en 1969 en versión mecanografiada algo distinta a versiones impresas. Publicado como «Le Grand Palindrome» en 1970 y como «Palindrome» en Oulipo. La Littérature potentielle. Créations, Re-créations, récréations (1973). Un extracto titulado «Points de suspension» se publicó en Roy Rogers (1974). |
| Ulcérations                                       | Heterogramas                                            | Del libro homónimo de 1974. |
| «Palindrome pour Pierre Getzler»                  | Palíndromo                                              | Escrito en 1970 para el catálogo de la exhibición de pinturas de Pierre Getzler en la Galerie Camille Renault. |
| «Treize vers hétérogrammatiques pour Hans Dahlem» | Heterograma                                             | Publicado en Hans Dahlem: Bilder, Zeichnungen, Objekte: ein Buch zum 50. Geburtstag von seinen Freunden de Hans Dahlem; Ludwig Harig y Michael Krüger (ed.) (1978), Saarbrücken: SDV. |
| «Dos, caddy d'aisselles»                          | Palíndromo silábico                                     | Publicado como 150 copias numeradas en Oulipo, A Raymond Queneau. La Bibliothèque Oulipienne, n.º 4, 1978. Reeditado en La Bibliothèque Oulipienne, vol. 1, Éditions Ramsay, 1987. |
| sin título                                        | Un ejercicio                                            | 1978 |
| sin título                                        | 4 sonetos heterogramáticos                              | Extracto de Métaux (1976) |
| sin título                                        | 2 morale élémentaire                                    | no fechado |
| sin título                                        | 2 belle absente (contrainte oulipiana)                  | no fechado |
| «Un poème»                                        | Poema libre, sin contraintes oulipianas                 | no fechado |

Uno de los poemas sin título corresponde a «Gamme», publicado en agosto de 1979 en la revista Les Nouvelles littéraires.